# 26612 Sunsetastro
26612 Sunsetastro este un asteroid din centura principală de asteroizi.

## Descriere
26612 Sunsetastro este un asteroid din centura principală de asteroizi. A fost descoperit pe 30 martie 2000 în cadrul proiectului CSS. Asteroidul prezintă o orbită caracterizată de o semiaxă mare de 2,57 ua, o excentricitate de 0,19 și o înclinație de 14,3° în raport cu ecliptica.